# USB-модем
USB-моде́м (3G-модем) — пристрій, який надає змогу підключитися до мережі Інтернет, найбільше використовують для безпровідного зв'язку. Їх зручно застосовувати там, де дорого або неможливо провести телефонну лінію чи мережевий кабель. Вони набувають великої популярності серед власників ноутбуків, оскільки до Інтернету можна підключитись там, де є GSM-покриття, або і швидше. Залежить від стандарту мобільного зв'язку та мобільних телекомунікацій. Найбільше використовують 3G.

## Як працюють?
Переважно USB-модеми працюють за допомогою SIM-картки.

## Як користуватися?
- Спочатку потрібно вставити модем у вільний USB-порт.
- Встановлення програмного забезпечення.
- Ввести точку доступу провайдера.